# Icophone
L'icophone est un appareil de synthèse de la parole conçu par Émile Leipp à partir de 1964. Les deux premiers icophones ont été réalisés au laboratoire de mécanique physique de Saint-Cyr-l'École.
L'icophone a comme principe la représentation de l'objet sonore par un sonographe. Le sonagramme donne la répartition dans un mot, une phrase, ou plus généralement un objet sonore, des différentes fréquences composantes du son avec leurs intensités relatives. Les premières machines à synthétiser la parole ont été faites en schématisant la forme du sonagramme sur un ruban transparent, qui commande une série d'oscillateurs suivant la présence ou l'absence d'une tache noire sur le ruban. Leipp a réussi à décomposer les segments d'un phénomène sonore parlé et, à partir d'un schéma très simplifié, à les synthétiser.